# Portada/article desembre 5

## Retaule de Sant Vicenç
El Retaule de Sant Vicenç, realitzat per l'anomenat mestre d'Estopanyà, és un conjunt de taules pintades al tremp i daurades amb pa d'or. Està datat cap als anys 1350-1370 i procedeix de la població d'Estopanyà, a la Baixa Ribagorça (província d'Osca). Es troba conservat al Museu Nacional d'Art de Catalunya des de l'any 1932, quan fou adquirit a la col·lecció Lluís Plandiura. És una obra de les més representatives de l'estil italianitzant derivat de la influència del gran mestre italià Giotto di Bondone a les terres de la Corona d'Aragó, i és difícil de contextualitzar ja que es tracta de l'única obra coneguda de l'autor. Els comitents, encara que apareixen representats a la pintura, no s'han pogut identificar, excepte un que possiblement pertanyia als qui la van encarregar i que estava relacionat amb l'orde dels Dominics.